# 24h Le Mans 2005

Tor Circuit de la Sarthe

24h Le Mans 2005 – 24–godzinny wyścig rozegrany na torze Circuit de la Sarthe w dniach 18–19 czerwca 2005 roku.

## Wyniki
Źródło: experiencelemans.com
| Poz.  | Klasa | Nr | Zespół                                            | Kierowcy                                               | Nadwozie                  | Opony | Okr. |
| Poz.  | Klasa | Nr | Zespół                                            | Kierowcy                                               | Silnik                    | Opony | Okr. |
| ----- | ----- | -- | ------------------------------------------------- | ------------------------------------------------------ | ------------------------- | ----- | ---- |
| 1     | LMP1  | 3  | ADT Champion Racing                               | Tom Kristensen JJ Lehto Marco Werner                   | Audi R8                   | M     | 370  |
| 1     | LMP1  | 3  | ADT Champion Racing                               | Tom Kristensen JJ Lehto Marco Werner                   | Audi 3.6L Turbo V8        | M     | 370  |
| 2     | LMP1  | 16 | Pescarolo Sport                                   | Emmanuel Collard Jean-Christophe Boullion Érik Comas   | Pescarolo C60 Hybrid      | M     | 368  |
| 2     | LMP1  | 16 | Pescarolo Sport                                   | Emmanuel Collard Jean-Christophe Boullion Érik Comas   | Judd GV5 5.0L V10         | M     | 368  |
| 3     | LMP1  | 2  | ADT Champion Racing                               | Frank Biela Allan McNish Emanuele Pirro                | Audi R8                   | M     | 364  |
| 3     | LMP1  | 2  | ADT Champion Racing                               | Frank Biela Allan McNish Emanuele Pirro                | Audi 3.6L Turbo V8        | M     | 364  |
| 4     | LMP1  | 4  | Audi PlayStation Team Oreca                       | Franck Montagny Jean-Marc Gounon Stéphane Ortelli      | Audi R8                   | M     | 362  |
| 4     | LMP1  | 4  | Audi PlayStation Team Oreca                       | Franck Montagny Jean-Marc Gounon Stéphane Ortelli      | Audi 3.6L Turbo V8        | M     | 362  |
| 5     | GT1   | 64 | Corvette Racing                                   | Oliver Gavin Olivier Beretta Jan Magnussen             | Chevrolet Corvette C6.R   | M     | 349  |
| 5     | GT1   | 64 | Corvette Racing                                   | Oliver Gavin Olivier Beretta Jan Magnussen             | Chevrolet LS7R 7.0L V8    | M     | 349  |
| 6     | GT1   | 63 | Corvette Racing                                   | Ron Fellows Max Papis Johnny O’Connell                 | Chevrolet Corvette C6.R   | M     | 347  |
| 6     | GT1   | 63 | Corvette Racing                                   | Ron Fellows Max Papis Johnny O’Connell                 | Chevrolet LS7R 7.0L V8    | M     | 347  |
| 7     | LMP1  | 10 | Racing for Holland                                | Jan Lammers Elton Julian John Bosch                    | Dome S101                 | D     | 346  |
| 7     | LMP1  | 10 | Racing for Holland                                | Jan Lammers Elton Julian John Bosch                    | Judd GV4 4.0L V10         | D     | 346  |
| 8     | LMP1  | 12 | Courage Compétition                               | Dominik Schwager Alexander Frei Christian Vann         | Courage C60H              | Y     | 339  |
| 8     | LMP1  | 12 | Courage Compétition                               | Dominik Schwager Alexander Frei Christian Vann         | Judd GV4 4.0L V10         | Y     | 339  |
| 9     | GT1   | 59 | Aston Martin Racing                               | David Brabham Stéphane Sarrazin Darren Turner          | Aston Martin DBR9         | M     | 333  |
| 9     | GT1   | 59 | Aston Martin Racing                               | David Brabham Stéphane Sarrazin Darren Turner          | Aston Martin 6.0L V12     | M     | 333  |
| 10    | GT2   | 71 | Alex Job Racing BAM! Motorsport                   | Mike Rockenfeller Marc Lieb Leo Hindery                | Porsche 911 GT3-RSR       | Y     | 332  |
| 10    | GT2   | 71 | Alex Job Racing BAM! Motorsport                   | Mike Rockenfeller Marc Lieb Leo Hindery                | Porsche 3.6L Flat-6       | Y     | 332  |
| 11    | GT2   | 90 | Petersen Motorsports White Lightning Racing       | Jörg Bergmeister Patrick Long Timo Bernhard            | Porsche 911 GT3-RSR       | M     | 331  |
| 11    | GT2   | 90 | Petersen Motorsports White Lightning Racing       | Jörg Bergmeister Patrick Long Timo Bernhard            | Porsche 3.6L Flat-6       | M     | 331  |
| 12    | GT1   | 50 | Larbre Compétition                                | Patrice Goueslard Olivier Dupard Vincent Vosse         | Ferrari 550-GTS Maranello | M     | 324  |
| 12    | GT1   | 50 | Larbre Compétition                                | Patrice Goueslard Olivier Dupard Vincent Vosse         | Ferrari F133 5.9L V12     | M     | 324  |
| 13    | GT2   | 80 | Flying Lizard Motorsports                         | Johannes van Overbeek Lonnie Pechnik Seth Neiman       | Porsche 911 GT3-RSR       | M     | 323  |
| 13    | GT2   | 80 | Flying Lizard Motorsports                         | Johannes van Overbeek Lonnie Pechnik Seth Neiman       | Porsche 3.6L Flat-6       | M     | 323  |
| 14    | LMP1  | 7  | Creation Autosportif Ltd.                         | Nicolas Minassian Jamie Campbell-Walter Andy Wallace   | DBA 03S                   | M     | 322  |
| 14    | LMP1  | 7  | Creation Autosportif Ltd.                         | Nicolas Minassian Jamie Campbell-Walter Andy Wallace   | Judd GV4 4.0L V10         | M     | 322  |
| 15    | GT2   | 76 | IMSA Performance                                  | Raymond Narac Sébastien Dumez Romain Dumas             | Porsche 911 GT3-RS        | M     | 322  |
| 15    | GT2   | 76 | IMSA Performance                                  | Raymond Narac Sébastien Dumez Romain Dumas             | Porsche 3.6L Flat-6       | M     | 322  |
| 16    | LMP1  | 18 | Rollcentre Racing                                 | Martin Short João Barbosa Vanina Ickx                  | Dallara SP1               | M     | 318  |
| 16    | LMP1  | 18 | Rollcentre Racing                                 | Martin Short João Barbosa Vanina Ickx                  | Judd GV4 4.0L V10         | M     | 318  |
| 17    | GT1   | 61 | Cirtek Motorsport Russian Age Racing Convers Team | Nikołaj Fomienko Alieksiej Wasiljew Christophe Bouchut | Ferrari 550-GTS Maranello | M     | 315  |
| 17    | GT1   | 61 | Cirtek Motorsport Russian Age Racing Convers Team | Nikołaj Fomienko Alieksiej Wasiljew Christophe Bouchut | Ferrari F133 5.9L V12     | M     | 315  |
| 18    | GT2   | 72 | Luc Alphand Aventures                             | Luc Alphand Jérôme Policand Christopher Campbell       | Porsche 911 GT3-RS        | M     | 311  |
| 18    | GT2   | 72 | Luc Alphand Aventures                             | Luc Alphand Jérôme Policand Christopher Campbell       | Porsche 3.6L Flat-6       | M     | 311  |
| 19    | GT2   | 89 | Sebah Automotive Ltd.                             | Lars-Erik Nielsen Thorkild Thyrring Pierre Ehret       | Porsche 911 GT3-RSR       | D     | 307  |
| 19    | GT2   | 89 | Sebah Automotive Ltd.                             | Lars-Erik Nielsen Thorkild Thyrring Pierre Ehret       | Porsche 3.6L Flat-6       | D     | 307  |
| 20    | LMP2  | 25 | Ray Mallock Ltd. (RML)                            | Thomas Erdos Mike Newton Warren Hughes                 | MG-Lola EX264             | M     | 305  |
| 20    | LMP2  | 25 | Ray Mallock Ltd. (RML)                            | Thomas Erdos Mike Newton Warren Hughes                 | Judd XV675 3.4L V8        | M     | 305  |
| 21    | LMP2  | 36 | Paul Belmondo Racing                              | Karim A. Ojjeh Claude-Yves Gosselin Adam Sharpe        | Courage C65               | M     | 300  |
| 21    | LMP2  | 36 | Paul Belmondo Racing                              | Karim A. Ojjeh Claude-Yves Gosselin Adam Sharpe        | Ford (AER) 2.0L Turbo I4  | M     | 300  |
| 22    | LMP2  | 37 | Paul Belmondo Racing                              | Didier André Paul Belmondo Rick Sutherland             | Courage C65               | M     | 294  |
| 22    | LMP2  | 37 | Paul Belmondo Racing                              | Didier André Paul Belmondo Rick Sutherland             | Ford (AER) 2.0L Turbo I4  | M     | 294  |
| 23    | GT2   | 83 | Seikel Motorsport                                 | Philip Collin David Shep Horst Felbermayr Sr           | Porsche 911 GT3-RSR       | Y     | 274  |
| 23    | GT2   | 83 | Seikel Motorsport                                 | Philip Collin David Shep Horst Felbermayr Sr           | Porsche 3.6L Flat-6       | Y     | 274  |
| 24    | LMP2  | 30 | Kruse Motorsport                                  | Tim Mullen Ian Mitchell Phil Bennett                   | Courage C65               | P     | 268  |
| 24    | LMP2  | 30 | Kruse Motorsport                                  | Tim Mullen Ian Mitchell Phil Bennett                   | Judd XV675 3.4L V8        | P     | 268  |
| 25 NS | LMP1  | 9  | Team Jota Zytek Engineering Ltd.                  | Sam Hignett John Stack Haruki Kurosawa                 | Zytek 04S                 | D     | 325  |
| 25 NS | LMP1  | 9  | Team Jota Zytek Engineering Ltd.                  | Sam Hignett John Stack Haruki Kurosawa                 | Zytek ZG348 3.4L V8       | D     | 325  |
| 26 NS | GT2   | 95 | Racesport Peninsula TVR                           | John Hartshorne Richard Stanton Piers Johnson          | TVR Tuscan T400R          | D     | 256  |
| 26 NS | GT2   | 95 | Racesport Peninsula TVR                           | John Hartshorne Richard Stanton Piers Johnson          | TVR Speed Six 4.0L I6     | D     | 256  |
| 27 NS | LMP2  | 24 | Rachel Welter                                     | Yōjirō Terada Patrice Roussel William Binnie           | WR LMP04                  | P     | 233  |
| 27 NS | LMP2  | 24 | Rachel Welter                                     | Yōjirō Terada Patrice Roussel William Binnie           | Peugeot 2.0L Turbo I4     | P     | 233  |
| 28 NU | GT1   | 58 | Aston Martin Racing                               | Peter Kox Pedro Lamy Tomáš Enge                        | Aston Martin DBR9         | M     | 327  |
| 28 NU | GT1   | 58 | Aston Martin Racing                               | Peter Kox Pedro Lamy Tomáš Enge                        | Aston Martin 6.0L V12     | M     | 327  |
| 29 NU | LMP1  | 17 | Pescarolo Sport                                   | Soheil Ayari Éric Hélary Sébastien Loeb                | Pescarolo C60 Hybrid      | M     | 288  |
| 29 NU | LMP1  | 17 | Pescarolo Sport                                   | Soheil Ayari Éric Hélary Sébastien Loeb                | Judd GV5 5.0L V10         | M     | 288  |
| 30 NU | GT2   | 92 | Cirtek Motorsport Conversbank                     | Stefan Eriksson Joe Macari Rob Wilson                  | Ferrari 360 Modena GTC    | D     | 218  |
| 30 NU | GT2   | 92 | Cirtek Motorsport Conversbank                     | Stefan Eriksson Joe Macari Rob Wilson                  | Ferrari F131 3.6L V8      | D     | 218  |
| 31 NU | LMP1  | 5  | Jim Gainer International                          | Ryō Michigami Seiji Ara Katsutomo Kaneishi             | Dome S101Hb               | D     | 193  |
| 31 NU | LMP1  | 5  | Jim Gainer International                          | Ryō Michigami Seiji Ara Katsutomo Kaneishi             | Mugen MF408S 4.0L V8      | D     | 193  |
| 32 NU | GT2   | 78 | Panoz Motor Sports                                | Patrick Bourdais Bryan Sellers Marino Franchitti       | Panoz Esperante GT-LM     | P     | 185  |
| 32 NU | GT2   | 78 | Panoz Motor Sports                                | Patrick Bourdais Bryan Sellers Marino Franchitti       | Ford (Élan) 5.0L V8       | P     | 185  |
| 33 NU | LMP2  | 35 | G-Force Racing / Bokkenrijders                    | Val Hillebrand Frank Hahn Gavin Pickering              | Courage C65               | D     | 183  |
| 33 NU | LMP2  | 35 | G-Force Racing / Bokkenrijders                    | Val Hillebrand Frank Hahn Gavin Pickering              | Judd XV675 3.4L V8        | D     | 183  |
| 34 NU | GT2   | 91 | T2M Motorsport                                    | Yutaka Yamagishi Xavier Pompidou Jean-Luc Blanchemain  | Porsche 911 GT3-RS        | D     | 183  |
| 34 NU | GT2   | 91 | T2M Motorsport                                    | Yutaka Yamagishi Xavier Pompidou Jean-Luc Blanchemain  | Porsche 3.6L Flat-6       | D     | 183  |
| 35 NU | LMP1  | 8  | Rollcentre Racing                                 | Michael Krumm Bobby Verdon-Roe Harold Primat           | Dallara SP1               | D     | 133  |
| 35 NU | LMP1  | 8  | Rollcentre Racing                                 | Michael Krumm Bobby Verdon-Roe Harold Primat           | Nissan 3.6L Turbo V8      | D     | 133  |
| 36 NU | LMP2  | 32 | Intersport Racing                                 | Liz Halliday Sam Hancock Gregor Fisken                 | Lola B05/40               | G     | 119  |
| 36 NU | LMP2  | 32 | Intersport Racing                                 | Liz Halliday Sam Hancock Gregor Fisken                 | AER P07 2.0L Turbo I4     | G     | 119  |
| 37 NU | LMP2  | 34 | Miracle Motorsports                               | John Macaluso Ian James Andy Lally                     | Courage C65               | K     | 115  |
| 37 NU | LMP2  | 34 | Miracle Motorsports                               | John Macaluso Ian James Andy Lally                     | AER P07 2.0L Turbo I4     | K     | 115  |
| 38 NU | LMP2  | 31 | Noël del Bello Racing                             | Romain Iannetta Christophe Pillon Ni Amorim            | Courage C65               | M     | 99   |
| 38 NU | LMP2  | 31 | Noël del Bello Racing                             | Romain Iannetta Christophe Pillon Ni Amorim            | CG-Mecachrome 3.4L V8     | M     | 99   |
| 39 NU | GT1   | 69 | JMB Racing                                        | Jean-René de Fournoux Stéphane Daoudi Jim Matthews     | Ferrari 575-GTC           | P     | 84   |
| 39 NU | GT1   | 69 | JMB Racing                                        | Jean-René de Fournoux Stéphane Daoudi Jim Matthews     | Ferrari F133 6.0L V12     | P     | 84   |
| 40 NU | GT2   | 85 | Spyker Squadron b.v.                              | Tom Coronel Peter van Merksteijn Donny Crevels         | Spyker C8 Spyder GT2-R    | D     | 76   |
| 40 NU | GT2   | 85 | Spyker Squadron b.v.                              | Tom Coronel Peter van Merksteijn Donny Crevels         | Audi 3.8L V8              | D     | 76   |
| 41 NU | GT2   | 93 | Scuderia Ecosse                                   | Andrew Kirkaldy Nathan Kinch Anthony Reid              | Ferrari 360 Modena GTC    | P     | 70   |
| 41 NU | GT2   | 93 | Scuderia Ecosse                                   | Andrew Kirkaldy Nathan Kinch Anthony Reid              | Ferrari F131 3.6L V8      | P     | 70   |
| 42 NU | GT1   | 51 | BMS Scuderia Italia                               | Fabrizio Gollin Christian Pescatori Miguel Ramos       | Ferrari 550-GTS Maranello | P     | 67   |
| 42 NU | GT1   | 51 | BMS Scuderia Italia                               | Fabrizio Gollin Christian Pescatori Miguel Ramos       | Ferrari F133 5.9L V12     | P     | 67   |
| 43 NU | GT1   | 52 | BMS Scuderia Italia                               | Michele Bartyan Matteo Malucelli Toni Seiler           | Ferrari 550-GTS Maranello | P     | 60   |
| 43 NU | GT1   | 52 | BMS Scuderia Italia                               | Michele Bartyan Matteo Malucelli Toni Seiler           | Ferrari F133 5.9L V12     | P     | 60   |
| 44 NU | LMP2  | 23 | Gerard Welter                                     | Jean-Bernard Bouvet Robert Julien Sylvain Boulay       | WR LMP04                  | P     | 53   |
| 44 NU | LMP2  | 23 | Gerard Welter                                     | Jean-Bernard Bouvet Robert Julien Sylvain Boulay       | Peugeot ES9J4S 3.4L V6    | P     | 53   |
| 45 NU | LMP1  | 13 | Courage Compétition                               | Jonathan Cochet Shinji Nakano Bruce Jouanny            | Courage C60H              | Y     | 52   |
| 45 NU | LMP1  | 13 | Courage Compétition                               | Jonathan Cochet Shinji Nakano Bruce Jouanny            | Judd GV4 4.0L V10         | Y     | 52   |
| 46 NU | LMP2  | 20 | Pir Competition                                   | Pierre Bruneau Marc Rostan Philippe Haezebrouck        | Pilbeam MP93              | M     | 32   |
| 46 NU | LMP2  | 20 | Pir Competition                                   | Pierre Bruneau Marc Rostan Philippe Haezebrouck        | JPX 3.4L V6               | M     | 32   |
| 47 NU | LMP2  | 39 | Chamberlain-Synergy Motorsport                    | Bob Berridge Gareth Evans Peter Owen                   | Lola B05/40               | D     | 30   |
| 47 NU | LMP2  | 39 | Chamberlain-Synergy Motorsport                    | Bob Berridge Gareth Evans Peter Owen                   | AER P07 2.0L Turbo I4     | D     | 30   |
| 48 NU | LMP2  | 33 | Intersport Racing Cirtek Motorsport               | Juan Barazi Siergiej Złobin Bastien Brière             | Courage C65               | M     | 30   |
| 48 NU | LMP2  | 33 | Intersport Racing Cirtek Motorsport               | Juan Barazi Siergiej Złobin Bastien Brière             | AER P07 2.0L Turbo I4     | M     | 30   |
| 49 NU | GT2   | 77 | Panoz Motor Sports                                | Bill Auberlen Robin Liddell Scott Maxwell              | Panoz Esperante GT-LM     | P     | 27   |
| 49 NU | GT2   | 77 | Panoz Motor Sports                                | Bill Auberlen Robin Liddell Scott Maxwell              | Ford (Élan) 5.0L V8       | P     | 27   |